# Giuseppe Dallamano
Pour les articles homonymes, voir Dallamano.
Giuseppe Dallamano (Modène, 1679 - 1758) est un peintre italien baroque qui a été actif au début du XVIIIe siècle, spécialiste de la  quadratura à Turin.

## Œuvres
- Fresques du piano nobile de la Villa della Regina, Turin.